# 諸神之死：叛教者尤里安
《諸神之死：叛教者尤里安》（Смерть богов. Юлиан Отступник）是俄國作家梅列日科夫斯基的重要著作基督與反基督三部曲的第一部。

## 劇情
內容講述君士坦提烏斯二世對尤里安加以迫害，希望取得羅馬帝國的全部統治權。不過，尤里安在一位多神教長老的催眠下，決心奪回國土，最終亦成功奪回羅馬帝國的控制權。尤里安隨即停止基督教對多神教的迫害，並大力扶持多神教，但多神教始終不及基督教的勢力，尤里安的復辟多神教計劃就此失敗。